# Bologna Football Club 1973-1974
Questa voce raccoglie le informazioni riguardanti il Bologna Football Club nelle competizioni ufficiali della stagione 1973-1974.

## Stagione
Nella stagione 1973-1974 il Bologna ottiene la nona posizione con 29 punti, lo scudetto è stato vinto dalla Lazio con 43 punti, seconda la Juventus con 41 punti. Retrocedono in Serie B il Verona con 25 ma declassato all'ultimo posto, il Foggia con 24 ma penalizzato di sei punti, ed il Genoa ultimo con 17 punti.
Il Bologna in questa stagione è stato di nuovo affidato all'argentino Bruno Pesaola e disputa un campionato di metà classifica raccogliendo 29 punti in 30 incontri. Miglior realizzatore stagionale Giuseppe Savoldi autore di 24 reti, di cui 14 in campionato e 10 in Coppa Italia. Per la seconda volta nella sua storia la squadra felsinea vince la Coppa Italia, superando nel sesto girone di qualificazione il Napoli, la Reggiana, l'Avellino ed il Genoa, poi nel girone A di finale supera Inter, Milan ed Atalanta, in finale il 23 maggio 1974 a Roma i rossoblù battono il Palermo (5-4) ai calci di rigore, la partita era terminata (1-1) con un gol su rigore di Beppe Savoldi al 90' che agguantava il Palermo, i tempi supplementari si sono conclusi senza reti, e così la Coppa Italia è stata vinta dal Bologna con i tiri dal dischetto.

## Divise
| Casa | Trasferta | 1ª portiere | 2ª portiere |

## Rosa
| N. |                   | Ruolo | Calciatore                    |
| -- | ----------------- | ----- | ----------------------------- |
|    | Italia (bandiera) | P     | Sergio Buso                   |
|    | Italia (bandiera) | P     | Amos Adani                    |
|    | Italia (bandiera) | P     | Pietro Battara                |
|    | Italia (bandiera) | D     | Tazio Roversi                 |
|    | Italia (bandiera) | D     | Franco Cresci                 |
|    | Italia (bandiera) | D     | Franco Battisodo              |
|    | Italia (bandiera) | D     | Angelo Rimbano                |
|    | Italia (bandiera) | D     | Vittorio Caporale             |
|    | Italia (bandiera) | C     | Lionello Massimelli           |
|    | Italia (bandiera) | C     | Carlo Sartori                 |
|    | Italia (bandiera) | C     | Giacomo Bulgarelli (capitano) |

| N. |                   | Ruolo | Calciatore        |
| -- | ----------------- | ----- | ----------------- |
|    | Italia (bandiera) | C     | Eraldo Pecci      |
|    | Italia (bandiera) | C     | Adelmo Paris      |
|    | Italia (bandiera) | C     | Adriano Novellini |
|    | Italia (bandiera) | C     | Ivan Gregori      |
|    | Italia (bandiera) | C     | Marino Perani     |
|    | Italia (bandiera) | A     | Pietro Ghetti     |
|    | Italia (bandiera) | A     | Giuseppe Savoldi  |
|    | Italia (bandiera) | A     | Roberto Vieri     |
|    | Italia (bandiera) | A     | Giorgio Ferrara   |
|    | Italia (bandiera) | A     | Fausto Landini    |

## Risultati

### Serie A

#### Girone di andata
| Arbitro: | Panzino (Catanzaro) |

|                             |           |            |
| Prati 48’ Di Bartolomei 72’ | Marcatori | 16’ Ghetti |

| Arbitro: | Trono (Torino) |

|                                        |           |  |
| F. Landini 9’, 70’ G. Savoldi 34’, 89’ | Marcatori |  |

| Genova 28 ottobre 1973 3ª giornata | Sampdoria         | 0 – 0 | Bologna | Stadio Luigi Ferraris\| Arbitro: \| Toselli (Cormons) \| |
| Arbitro:                           | Toselli (Cormons) |       |         |                                                          |

| Bologna 4 novembre 1973 4ª giornata | Bologna         | 0 – 0 | Juventus | Stadio Comunale\| Arbitro: \| Serafino (Roma) \| |
| Arbitro:                            | Serafino (Roma) |       |          |                                                  |

| Cagliari 18 novembre 1973 5ª giornata | Cagliari      | 0 – 0 | Bologna | Stadio Sant'Elia\| Arbitro: \| Motta (Monza) \| |
| Arbitro:                              | Motta (Monza) |       |         |                                                 |

| Arbitro: | Angonese (Mestre) |

|               |           |                       |
| F. Landini 7’ | Marcatori | 15’ (rig.) Bertarelli |

| Arbitro: | Agnolin (Bassano del Grappa) |

|                    |           |              |
| Roversi 60’ (aut.) | Marcatori | 64’ R. Vieri |

| Arbitro: | Menegali (Roma) |

|                                          |           |  |
| G. Savoldi 21’ F. Landini 32’ Ghetti 77’ | Marcatori |  |

| Arbitro: | Gialluisi (Barletta) |

|                                      |           |                            |
| G. Savoldi 47’ (rig.) Massimelli 85’ | Marcatori | 16’ Graziani 28’ Salvadori |

| Arbitro: | Ciacci (Firenze) |

|             |           |            |
| Corradi 39’ | Marcatori | 17’ Ghetti |

| Bologna 30 dicembre 1973 11ª giornata | Bologna          | 0 – 0 | Foggia | Stadio Comunale\| Arbitro: \| Bernardis (Roma) \| |
| Arbitro:                              | Bernardis (Roma) |       |        |                                                   |

| Arbitro: | Picasso (Chiavari) |

|             |           |                |
| Busatta 74’ | Marcatori | 81’ Bulgarelli |

| Arbitro: | Toselli (Cormons) |

|                         |           |  |
| Clerici 67’, 77’ (rig.) | Marcatori |  |

| Arbitro: | Panzino (Catanzaro) |

|                                             |           |                         |
| Massimelli 42’ G. Savoldi 49’ Novellini 74’ | Marcatori | 33’ Rivera 44’ Chiarugi |

| Arbitro: | Mascali (Desenzano del Garda) |

|                                                       |           |  |
| Garlaschelli 4’ D'Amico 60’ Chinaglia 75’ (rig.), 89’ | Marcatori |  |

#### Girone di ritorno
| Bologna 3 febbraio 1974 16ª giornata | Bologna           | 0 – 0 | Roma | Stadio Comunale\| Arbitro: \| Gussoni (Tradate) \| |
| Arbitro:                             | Gussoni (Tradate) |       |      |                                                    |

| Arbitro: | Lazzaroni (Milano) |

|                              |           |                |
| D. Fontana 31’ Bernardis 60’ | Marcatori | 51’ Massimelli |

| Arbitro: | Angonese (Mestre) |

|                          |           |          |
| Novellini 22’ Ghetti 85’ | Marcatori | 89’ Boni |

| Arbitro: | Casarin (Milano) |

|                       |           |                       |
| Cuccureddu 58’ (rig.) | Marcatori | 81’ (rig.) G. Savoldi |

| Arbitro: | Levrero (Genova) |

|                                                 |           |          |
| Novellini 11’ Rimbano 66’ G. Savoldi 78’ (rig.) | Marcatori | 63’ Riva |

| Arbitro: | Barbaresco (Cormons) |

|                                                 |           |  |
| Ammoniaci 35’ Orlandi 64’ (rig.) Bertarelli 75’ | Marcatori |  |

| Arbitro: | Toselli (Cormons) |

|                       |           |                   |
| G. Savoldi 39’ (rig.) | Marcatori | 47’ Della Martira |

| Arbitro: | Ciacci (Firenze) |

|                       |           |                   |
| Boninsegna 33’ (rig.) | Marcatori | 76’ (aut.) Oriali |

| Arbitro: | V. Lattanzi (Roma) |

|                           |           |  |
| P. Pulici 37’, 69’ (rig.) | Marcatori |  |

| Arbitro: | Menicucci (Firenze) |

|                            |           |  |
| Rimbano 19’ G. Savoldi 37’ | Marcatori |  |

| Arbitro: | Gussoni (Tradate) |

|            |           |             |
| Pavone 12’ | Marcatori | 68’ Colomba |

| Arbitro: | Motta (Brescia) |

|                       |           |                            |
| G. Savoldi 45’ (rig.) | Marcatori | 25’ Luppi 71’ (rig.) Maddè |

| Arbitro: | Angonese (Mestre) |

|                                    |           |                      |
| G. Savoldi 22’ (rig.) R. Vieri 50’ | Marcatori | 20’ Clerici 76’ Cané |

| Arbitro: | Lenardon (Siena) |

|          |           |               |
| Bigon 2’ | Marcatori | 55’ Novellini |

| Arbitro: | Toselli (Cormons) |

|                          |           |                           |
| G. Savoldi 19’ Pecci 45’ | Marcatori | 7’ Petrelli 48’ Chinaglia |

### Coppa Italia

#### Girone 6
| Arbitro: | Motta (Monza) |

|                               |           |           |
| G. Savoldi 39’ Massimelli 87’ | Marcatori | 58’ Corso |

| Arbitro: | R. Lattanzi (Roma) |

|                         |           |                |
| Clerici 52’ Juliano 67’ | Marcatori | 25’ G. Savoldi |

| 9 settembre 1973 3ª giornata |  | – Turno di riposo BOLOGNA |  |  |

| Arbitro: | Busalacchi (Palermo) |

|                                |           |              |
| Ghetti 59’ G. Savoldi 82’, 88’ | Marcatori | 85’ Zucchini |

| Arbitro: | Angonese (Mestre) |

|                               |           |                               |
| Zandoli 79’ (rig.) Monari 82’ | Marcatori | 50’ G. Savoldi 56’ F. Landini |

#### Girone A di Finale
| Arbitro: | Toselli (Cormons) |

|                |           |  |
| G. Savoldi 69’ | Marcatori |  |

| Arbitro: | Ciulli (Roma) |

|             |           |                           |
| Carelli 58’ | Marcatori | 56’ G. Savoldi 81’ Ghetti |

| Arbitro: | Agnolin (Bassano del Grappa) |

|                           |           |  |
| Massimelli 43’ Ghetti 89’ | Marcatori |  |

| Arbitro: | Trono (Torino) |

|                            |           |               |
| Bertini 64’ Boninsegna 79’ | Marcatori | 3’ G. Savoldi |

| Arbitro: | Moretto (San Donà di Piave) |

|                   |           |               |
| Cresci 28’ (aut.) | Marcatori | 14’ Novellini |

| Arbitro: | Panzino (Catanzaro) |

|                                                 |           |              |
| Ghetti 46’ G. Savoldi 51’ (rig.) Massimelli 76’ | Marcatori | 22’ Vignando |

#### Finale
| Arbitro: | Gonella (Torino) |

|                                              |                      |                                              |
| G. Savoldi 90’ (rig.)                        | Marcatori            | 32’ Magistrelli                              |
| Bulgarelli Cresci G. Savoldi Novellini Pecci | Tiri di rigore 5 – 4 | Vanello Magistrelli Barbana Vullo E. Favalli |

## Statistiche

### Statistiche di squadra
| Competizione | Punti | In casa | In casa | In casa | In casa | In casa | In casa | In trasferta | In trasferta | In trasferta | In trasferta | In trasferta | In trasferta | Totale | Totale | Totale | Totale | Totale | Totale | DR |
| Competizione | Punti | G       | V       | N       | P       | Gf      | Gs      | G            | V            | N            | P            | Gf           | Gs           | G      | V      | N      | P      | Gf     | Gs     | DR |
| ------------ | ----- | ------- | ------- | ------- | ------- | ------- | ------- | ------------ | ------------ | ------------ | ------------ | ------------ | ------------ | ------ | ------ | ------ | ------ | ------ | ------ | -- |
| Serie A      | 29    | 15      | 6       | 8       | 1       | 26      | 14      | 15           | 0            | 9            | 6            | 9            | 22           | 30     | 6      | 17     | 7      | 35     | 36     | -1 |
| Coppa Italia | -     | 5       | 5       | 0       | 0       | 11      | 3       | 5            | 1            | 2            | 2            | 7            | 8            | 11     | 6      | 3      | 2      | 19     | 12     | +7 |
| Totale       | -     | 20      | 11      | 8       | 1       | 37      | 17      | 20           | 1            | 11           | 8            | 16           | 30           | 41     | 12     | 20     | 9      | 54     | 48     | +6 |

### Statistiche dei giocatori
| Giocatore       | Serie A  | Serie A | Serie A     | Serie A    | Coppa Italia | Coppa Italia | Coppa Italia | Coppa Italia | Totale   | Totale | Totale      | Totale     |
| Giocatore       | Presenze | Reti    | Ammonizioni | Espulsioni | Presenze     | Reti         | Ammonizioni  | Espulsioni   | Presenze | Reti   | Ammonizioni | Espulsioni |
| --------------- | -------- | ------- | ----------- | ---------- | ------------ | ------------ | ------------ | ------------ | -------- | ------ | ----------- | ---------- |
| P. Battara      | 1        | -2      | ?           | ?          | ?            | ?            | ?            | ?            | 1+       | -2+    | ?           | ?          |
| F. Battisodo    | 28       | 0       | ?           | ?          | ?            | ?            | ?            | ?            | 28+      | 0+     | ?           | ?          |
| G. Bulgarelli   | 25       | 1       | ?           | ?          | ?            | ?            | ?            | ?            | 25+      | 1+     | ?           | ?          |
| S. Buso         | 29       | -34     | ?           | ?          | ?            | ?            | ?            | ?            | 29+      | -34+   | ?           | ?          |
| V. Caporale     | 17       | 0       | ?           | ?          | ?            | ?            | ?            | ?            | 17+      | 0+     | ?           | ?          |
| F. Colomba      | 3        | 1       | ?           | ?          | ?            | ?            | ?            | ?            | 3+       | 1+     | ?           | ?          |
| F. Cresci       | 29       | 0       | ?           | ?          | ?            | ?            | ?            | ?            | 29+      | 0+     | ?           | ?          |
| P. Ghetti       | 26       | 4       | ?           | ?          | ?            | ?            | ?            | ?            | 26+      | 4+     | ?           | ?          |
| I. Gregori      | 21       | 0       | ?           | ?          | ?            | ?            | ?            | ?            | 21+      | 0+     | ?           | ?          |
| F. Landini (II) | 19       | 4       | ?           | ?          | ?            | ?            | ?            | ?            | 19+      | 4+     | ?           | ?          |
| L. Massimelli   | 21       | 3       | ?           | ?          | ?            | ?            | ?            | ?            | 21+      | 3+     | ?           | ?          |
| G. Mei          | 2        | 0       | ?           | ?          | ?            | ?            | ?            | ?            | 2+       | 0+     | ?           | ?          |
| A. Novellini    | 13       | 4       | ?           | ?          | ?            | ?            | ?            | ?            | 13+      | 4+     | ?           | ?          |
| A. Paris        | 2        | 0       | ?           | ?          | ?            | ?            | ?            | ?            | 2+       | 0+     | ?           | ?          |
| E. Pecci        | 10       | 1       | ?           | ?          | ?            | ?            | ?            | ?            | 10+      | 1+     | ?           | ?          |
| M. Perani       | 6        | 0       | ?           | ?          | ?            | ?            | ?            | ?            | 6+       | 0+     | ?           | ?          |
| A. Rimbano      | 27       | 2       | ?           | ?          | ?            | ?            | ?            | ?            | 27+      | 2+     | ?           | ?          |
| T. Roversi      | 24       | 0       | ?           | ?          | ?            | ?            | ?            | ?            | 24+      | 0+     | ?           | ?          |
| C. Sartori      | 2        | 0       | ?           | ?          | ?            | ?            | ?            | ?            | 2+       | 0+     | ?           | ?          |
| G. Savoldi (I)  | 30       | 12      | ?           | ?          | ?            | ?            | ?            | ?            | 30+      | 12+    | ?           | ?          |
| R. Vieri        | 18       | 2       | ?           | ?          | ?            | ?            | ?            | ?            | 18+      | 2+     | ?           | ?          |